# Beerfelden
Beerfelden este un fost oraș din landul Hessa, Germania. Pe 1 ianuarie 2018 orașul Beerfelden a fost desființat și inclus în orașul Oberzent.

## Istoric
Beerfelden a primit deja o lafură de la Lorsch Abbey în secolul al X-lea. Beerfelden a fost pentru prima dată documentată în 1032 sub numele "Burrifelden" în Codul Lorsch.
În timpul domnilor tribali locul a aparținut Ducatului Franconiei.
În 1328, Beerfelden (apoi sculptat "Baurenfelden") au fost premiate cu drepturi de oraș.
1806 a venit locul în timpul Reichsdeputationshauptschluss al județului Erbach, care a aparținut din anul 1500 cercului imperial franconian, Marelui Ducat al Hesse-Darmstadt. În 1822, a fost înființată curtea districtuală Beerfelden, care a fost redenumită în 1879 în Judecătoria Beerfelden și anul 1968 a fost abrogată.
Pe 29 aprilie 1810 a ars aproape întregul loc. Marele duce și contele Albrecht zu Erbach-Fürstenau au oferit ajutor. Hessische Brandassekurationskasse a plătit 172 802 guldeni pentru reconstrucție.
La sfârșitul secolului al XIX-lea, operațiunile miniere pe fier și mangan au fost efectuate în Beerfeldener Umland, vezi și: Lista minelor din Odenwald.
Ca parte a reformei teritoriale de la Hessa au fost la 1 iulie 1971, fostele comunități independente Airlenbach, Etzean, Hetzbach și Olfen districtele Beerfelden. La 1 octombrie 1971 au urmat fecalele Falken și Gammelsbach. Pentru fiecare dintre cele șase cartiere încorporate, a fost format un cartier local cu un consiliu local ales, prezidat de un șef de sat. În urma reformei teritoriale, orașul Beerfelden a acoperit o suprafață de 71,19 kilometri pătrați cu 6399 de locuitori la 31 decembrie 2015.

## Geografie

### Locație
Hotelul Beerfelden este situat în inima orașului Odenwald, la bazinul hidrografic dintre Main și Neckar, la izvorul Mümling. Satul se află în 420 de metri, pe șaua care leagă Mümlingtal nord cu surpe sud spre Neckar vale impadurita înguste Gammel Bacher. Acest tren de vale convenabil cu Beerfelden, ca o legătură, deschide autostrada federală 45 ca cea mai importantă conexiune continuă nord-sud în Odenwald din spate. Zona din Beerfelden variază de la 330 la 540 de metri altitudine. Zona raională este de 1333 hectare (1961), dintre care 627 de hectare sunt împădurite.

### Orașele învecinate
Căsătoria districtul Maile a orașului frontierele Beerfelden în nord pe comunitatea Mossautal și orașul Erbach, fostul în est pe teritoriul fostelor comune Hesseneck și Sensbachtal, la sud de Eberbach oraș (Rhein-Neckar din Baden-Württemberg) și Municipiul Rothenberg și, în vest, comunității Wald-Michelbach (Kreis Bergstraße).